# AS-201
AS-201 (Apollo-Saturn 201) – testowy lot w ramach Programu Apollo, pierwsza próba rakiety Saturn nowej serii – Saturn IB. Dla odróżnienia od poprzednich prób misję SA-201 przemianowano na AS-201. Oznaczenie SA-201 zachowano dla samej rakiety nośnej. Lot suborbitalny ze statkiem Apollo (CSM), składającym się z modułu dowodzenia (CM) i modułu silnikowego (SM). Przeprowadzono testy statku Apollo, w tym test wejścia w atmosferę, z wodowaniem w wyznaczonym miejscu.

## Podstawowe dane
źródło
- Statek: Apollo CSM-009
- Rakieta nośna: SA-201
- Stanowisko startowe: 34
- Start: 16:12:01, 26 lutego 1966
- Azymut startu: 105°
- Lot suborbitalny: maksymalna wysokość – 492,8 km
- Czas trwania misji: 37 minut 20 sekund
- Wodowanie: 16:49:20, 26 lutego 1966

## Statek kosmiczny i rakieta nośna
źródło
- Czas dostarczenia elementów AS-201 do Kennedy Space Center:
  - Statek kosmiczny: październik 1965
  - Pierwszy stopień rakiety nośnej (S-1B): sierpień 1965
  - Drugi stopień rakiety nośnej (S-IVB): wrzesień 1965
  - Instrument Unit (IU): październik 1965
- Masa startowa statku kosmicznego: 20 790 kg
- Masa startowa rakiety nośnej: 597 790 kg

## Cele misji
1. Test stabilności i kompatybilności elementów rakiety nośnej
2. Test separacji S-IVB, IU (Instrument Unit) i statku Apollo od S-IB; LES od statku Apollo; statku Apollo od S-IVB/IU/SLA
3. Uzyskanie informacji o pracy systemów: rakiety nośnej, statku kosmicznego
4. Ocena funkcjonowania osłony termicznej modułu dowodzenia
5. Test infrastruktury naziemnej i procedur wykorzystywanych podczas startu, lotu i powrotu CM na Ziemię

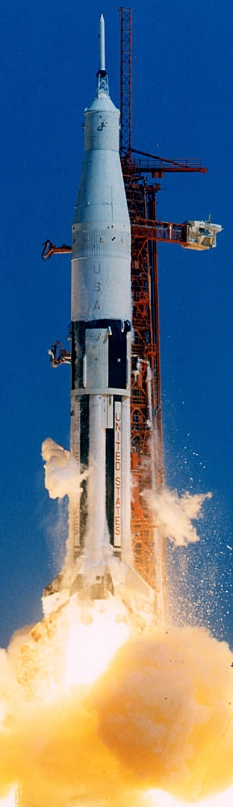
Start misji AS-201

## Przebieg misji
26 lutego 1966 roku nastąpił start dwustopniowej rakiety ze stanowiska startowego 34 Wschodniego Poligonu Rakietowego. na Przylądku Kennedy’ego na Florydzie. Statek Apollo został wyniesiony na wysokość prawie 500 km. Używając w sprytny sposób silniki Apollo, moduł dowodzenia AS-201 został umieszczony na stromej ścieżce wejścia w atmosferę, by sprawdzić wytrzymałość osłony termicznej. Chociaż silnik rozwinął ciąg o 10% mniejszy od przewidywanego, moduł wtargnął w atmosferę z prędkością 29 tys. km/godz., osiągając temperaturę powierzchni czołowej około 2700 °C. Kabina Apollo była pokryta osłoną ablacyjną na całej powierzchni. Grubość tej warstwy nie była wszędzie jednakowa. Największa grubość wynoszącą około 65 milimetrów była od strony powierzchni czołowej modułu załogowego. Kapsuła po 37 minutach lotu, opadła na trzech spadochronach, każdy o średnicy około 25 m, na powierzchnię Atlantyku (8°11′S, 11°09′W) w odległości 65 km od okrętu ratowniczego USS Boxer. Podjęcie CM nastąpiło o godzinie 19:13 26 lutego 1966 roku. Doświadczenie w całości zostało zrealizowane.

## Podsumowanie
1. Pierwszy lot Saturna IB ze zmodyfikowanym pierwszym i drugim stopniem (S-IB i S-IVB)
2. Pierwsza separacja rakiety nośnej i statku kosmicznego podczas lotu suborbitalnego z wykorzystaniem Saturna IB.
3. Pierwszy powrót CM na Ziemię.
4. Pierwsze użycie oraz ponowne uruchomienie SPS (Service Propulsion System).
5. Pierwszy lot próbny statku Apollo Block I.
6. Pierwszy lot w programie Apollo z wykorzystaniem Centrum Kontroli Lotów w Houston (MCC-H, Mission Control Center – Houston).